# کوفرینگ
کوفرینگ (به آلمانی: Köfering) یک شهر در آلمان است که در بایرن واقع شده‌است.

## خصوصیات
کوفرینگ ۵٫۲۸ کیلومترمربع مساحت دارد ۳۴۳ متر بالاتر از سطح دریا واقع شده‌است.